# Chung Khuông Thì
Chung Khuông Thì (鍾匡時) là một quân phiệt vào những năm cuối thời nhà Đường. Ông cai quản Trấn Nam quân sau khi cha là Chung Truyền qua đời, song sau đó chiến bại trước Hoài Nam tiết độ sứ Dương Ác.
Năm 901, Trấn Nam tiết độ sứ Chung Truyền đem binh vây Nguy Toàn Phúng tại Phủ châu, bỗng xuất hiện hỏa hoạn trong thành, sĩ dân hoảng sợ. Chư tướng thỉnh công thành ngay, song Chung Truyền nói: "Thừa cơ khi người khác gặp nguy là phi nhân", lại nói: "Tội của Toàn Phúng, không làm hại dân". Sau khi hỏa hoạn kết thúc, Nguy Toàn Phúng biết chuyện liền cứ sứ giả đến tạ tội, đề nghị gả một nữ nhi làm thê của Chung Khuông Thì.
Chung Truyền bổ nhiệm Chu Khuông Thì làm Viên châu thứ sử, bổ nhiệm con nuôi là Chung Diên Quy (鍾延規) làm Giang châu thứ sử. Khi Chung Truyền qua đời vào năm 906, các binh sĩ ủng hộ Chu Khuông Thì làm lưu hậu.
Trong khi đó, Chung Diên Quy hận rằng mình không được lập, khiển sứ giả sang hàng Hoài Nam tiết độ sứ Dương Ác. Dương Ác nhân cơ hội này cho Tăng châu thứ sử Tần Bùi (秦裴) làm Tây Nam hành doanh đô chiêu thảo sứ, đem quân tiến công Trấn Nam. Tần Bùi tiến đến Hồng châu, quân mới đến Liệu châu, chư tướng thỉnh trở thủy lập trại song Tần Bùi không nghe theo. Chung Khuông Thì khiển bộ tướng Lưu Sở (劉楚) đi chống lại quân Hoài Nam, kết quả bị Tần Bùi phá trại bắt giữ. Sau đó Tần Bùi bao vây thành Hồng châu.
Chu Khuông Thì thủ thành bất xuất, Tần Bùi nhanh chóng hạ được thành Hồng châu, bắt Chung Khuông Thì cùng tư mã Trần Tượng và 5.000 binh sĩ, giải họ đến thủ phủ Dương châu của Hoài Nam. Dương Ác tự kiêm Trấn Nam tiết độ sứ, cho Tần Bùi làm Hồng châu chế trí sứ.
Khi Chung Khuông Thì bị giải đến Dương châu, Dương Ác trách Chung Khuông Thì, Chung Khuông Thì cúi đầu sát đất xin chết. Dương Ác thương xót nên tha cho ông, song xử trảm Trần Tượng thị chúng.